# Shanagarry
Shanagarry (Iers: An Seangharraí, de oude tuin) is een dorp in County Cork in Ierland.
Het dorp dankt zijn bekendheid aan de Ballymaloe Cookery School, een instituut voor allerlei soorten kookcursussen. Deze school wordt gerund door de bekende chef-kok Darina Allen en is gevestigd op haar organische boerderij.
Het lokale kasteel was ooit in handen van William Penn, maar hij verkoos te vertrekken naar wat nu Pennsylvania heet, om daar zijn "Heilig Experiment" te starten.
Een ander bekend bedrijf is het hotel-restaurant Ballymaloe House. In de periode 1975-1980 bezat haar restaurant 1 Michelinster.

## Externe links

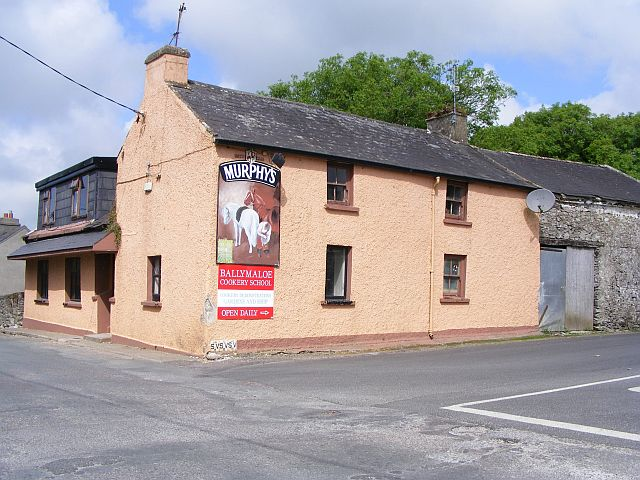
Pub, Shanagarry, Cork